# فهرست آثار ملی شهرستان گچساران
شهرستان گچساران یکی از شهرستان‌های استان کهگیلویه و بویراحمد است. مرکز این شهرستان، شهر دوگنبدان می‌باشد. مردم این شهرستان اغلب به زبان لری جنوبی و ترکی قشقایی سخن می‌گویند. میدان نفتی گچساران، دومین میدان بزرگ نفتی ایران، در محدوده این شهرستان قرار دارد.

## آثار ثبت‌شده
| ردیف | نام اثر                                       | نگاره | دیرینگی                      | موقعیت | شمارهٔ ثبت | تاریخ ثبت  | منبع  |
| ---- | --------------------------------------------- | ----- | ---------------------------- | --- | --------- | ---------- | ----- |
| ۱    | چارطاقی خیرآباد                               |       | ساسانی                       | گچساران، جاده جدید گچساران به دهدشت، منطقه خیرآباد علیا ۳۰°۳۱′۴۶٫۴″ شمالی ۵۰°۳۰′۲۵٫۹″ شرقی / ۳۰٫۵۲۹۵۵۶°شمالی ۵۰٫۵۰۷۱۹۴°شرقی   | ۳۷۱       | ۱۳۲۷/۱۲/۰۲ | [ ۲ ] |
| ۲    | گنبد لیشتر                                    |       | قرن ۷ و ۸ ق                  | جاده دو گنبدان، بهبهان، دشت لیشتر                                                                                             | ۱۹۳۵      | ۱۳۷۶/۰۹/۱۶ |       |
| ۳    | تپه ده وه                                     |       | هزاره ۴ ق‌م                   | ابتدای جاده خیرآباد به دهدشت، روستای ده دو                                                                                    | ۲۱۶۱      | ۱۳۷۷/۰۸/۲۰ |       |
| ۴    | پل تاریخی خیری و محمدخان                      |       | اسلامی                       | میان راه جاده جدید گچساران به دهدشت، منطقه خیرآباد علیا                                                                       | ۲۲۰۷      | ۱۳۷۷/۱۲/۰۳ |       |
| ۵    | مجموعه خان احمد                               |       | صفویه                        | ۳۵ کیلومتری گچساران، غرب روستای زیردوخان احمد                                                                                 | ۲۲۰۸      | ۱۳۷۷/۰۹/۲۳ |       |
| ۶    | محوطه تاریخی تنگ ملغان                        |       | قرون اولیه اسلامی            | ۲ کیلومتری شمال شرقی روستای تلخاب شیرین                                                                                       | ۲۲۶۶      | ۱۳۷۷/۱۰/۲۷ |       |
| ۷    | محوطه تاریخی ده خلیفه                         |       | اسلامی                       | منطقه خیرآباد گچساران، جنب روستای ده خلیفه                                                                                    | ۲۹۸۴      | ۱۳۷۹/۱۱/۰۳ |       |
| ۸    | تپه تاریخی جاک جونکی                          |       | ساسانی                       | خیرآباد ۴۰۰ متری رودخانه خیرآباد، ۵۰ متری جنوب روستای ناصر آباد                                                               | ۲۹۸۶      | ۱۳۷۹/۱۱/۰۳ |       |
| ۹    | محوطه تاریخی بوالحسنی/ کلگه                   |       |                              | ۲ کیلومتری روستای پادوک و ۱/۵ کیلومتری شمال روستای ده دو                                                                      | ۲۹۸۷      | ۱۳۷۹/۱۱/۰۳ |       |
| ۱۰   | قلعه بابا کلان                                |       | اسلامی                       | ۴۵ کیلومتری جنوب گچساران و ۴/۵ کیلومتری جنوب روستای باباکلان                                                                  | ۲۹۸۸      | ۱۳۷۹/۱۱/۰۳ |       |
| ۱۱   | پل پریم (پرین)                                |       | تاریخی ـ اسلامی              | رودخانه تنگ شیو، مرز میان ممسنی و گچساران، روستای چم بلبل                                                                     | ۴۴۰۰      | ۱۳۸۰/۰۹/۰۵ |       |
| ۱۲   | استودان ورد جعفرخانی                          |       | تاریخی                       | ۴۵ کیلومتری گچساران، دشت دوبند لیشتر                                                                                          | ۹۲۳۷      | ۱۳۸۲/۰۳/۲۴ |       |
| ۱۳   | محوطه کوه شهرو                                |       | تاریخی ـ اسلامی              | شهرستان گچساران، بخش مرکزی، دهستان امامزاده جعفر، روستای پشه کان جنوب کوه شهرو                                                | ۱۲۰۹۴     | ۱۳۸۴/۰۴/۱۲ |       |
| ۱۴   | چال سیاه رودبال                               |       | اسلامی                       | شهرستان گچساران، بخش مرکزی، دهستان بویر احمد گرمسیری، ۳۰۰م ضلع غربی، روستای رودبال                                            | ۱۲۰۹۵     | ۱۳۸۴/۰۴/۱۲ |       |
| ۱۵   | محوطه کل دوغ فروش                             |       | اسلامی                       | شهرستان گچساران، بخش مرکزی، دهستان لیشتر، ۳ کیلومتری ضلع جنوب غربی روستای هفت چشمه                                            | ۱۳۷۸۷     | ۱۳۸۴/۰۸/۲۵ |       |
| ۱۶   | محوطه لار گچساران                             |       | قرون میانه اسلامی            | شهرستان گچساران، بخش باشت، دهستان کوه مره خامی، روستای لار                                                                    | ۱۴۸۰۵     | ۱۳۸۴/۱۲/۱۶ |       |
| ۱۷   | محوطه کوشک جاکی                               |       | قرون میانه اسلامی            | شهرستان گچساران، بخش مرکزی، دهستان لیشتر، دو کیلومتری روستای انجیر سیاه                                                       | ۱۴۸۰۶     | ۱۳۸۴/۱۲/۱۶ |       |
| ۱۸   | محوطه دلی درخک                                |       | قرون میانه اسلامی            | شهرستان گچساران، بخش باشت، دهستان کوه مره خامی، دو کیلومتری شمال شرق روستای شاه بهرام                                         | ۱۴۸۰۷     | ۱۳۸۴/۱۲/۱۶ |       |
| ۱۹   | تپه کوشک آب چیرک                              |       | قرون میانه اسلامی            | شهرستان گچساران، بخش مرکزی، دهستان لیشتر، روستای آب چیرک                                                                      | ۱۴۸۰۸     | ۱۳۸۴/۱۲/۱۶ |       |
| ۲۰   | آسیاب جاکی                                    |       | اسلامی                       | شهرستان گچساران، بخش مرکزی، دهستان لیشتر، دو کیلومتری جنوب غربی انجیر سیاه                                                    | ۱۴۸۰۹     | ۱۳۸۴/۱۲/۱۶ |       |
| ۲۱   | پل نازمکان                                    |       | سلجوقی                       | شهرستان گچساران، بخش مرکزی، دهستان بویراحمد گرمسیری، روستای نازمکان                                                           | ۱۴۸۱۰     | ۱۳۸۴/۱۲/۱۶ |       |
| ۲۲   | تپه مله تم                                    |       | قرون میانه اسلامی            | شهرستان گچساران، بخش باشت، دهستان بابونی، روستای مله تم                                                                       | ۱۴۸۱۱     | ۱۳۸۴/۱۲/۱۶ |       |
| ۲۳   | محوطه کلگه شهمیر                              |       | قرون میانه اسلامی تا صفوی    | شهرستان گچساران، بخش مرکزی، دهستان لیشتر، ۵ کیلومتری شمال غرب روستای آب چیرک                                                  | ۱۴۸۱۲     | ۱۳۸۴/۱۲/۱۶ |       |
| ۲۴   | جاده قدیمی سنگفرش خان احمد                    |       | تاریخی                       | شهرستان گچساران، باشت، کوه مره خامی، ۳ک م جنوب غربی روستای خان احمد                                                           | ۱۴۸۱۳     | ۱۳۸۴/۱۲/۱۶ |       |
| ۲۵   | بقایای پل پژدو                                |       | اوایل دوره اسلامی            | شهرستان گچساران، بخش باشت، دهستان کوه مره خامی، دو کیلومتری غرب روستای شاه بهرام                                              | ۱۴۸۱۴     | ۱۳۸۴/۱۲/۱۶ |       |
| ۲۶   | محوطه کلگه عباس خانی                          |       | قرون میانه اسلامی            | شهرستان گچساران، بخش باشت، روبروی پمپ بنزین                                                                                   | ۱۴۸۱۵     | ۱۳۸۴/۱۲/۱۶ |       |
| ۲۷   | محوطه برآفتاب                                 |       | قرون میانه اسلامی تا صفویه   | شهرستان گچساران، بخش باشت، دهستان کوه مره خامی، روستای شاه بهرام                                                              | ۱۴۸۱۶     | ۱۳۸۴/۱۲/۱۶ |       |
| ۲۸   | محوطه مله بیگو                                |       | قرون اولیه و میانه اسلامی    | شهرستان گچساران، بخش مرکزی، دهستان امامزاده جعفر، تنگ مله بیگو                                                                | ۱۴۸۱۷     | ۱۳۸۴/۱۲/۱۶ |       |
| ۲۹   | قلعه کهنه آرو                                 |       | قاجار                        | شهرستان گچساران، بخش مرکزی، دهستان بویراحمد گرمسیری، روستای آرو                                                               | ۱۴۸۱۸     | ۱۳۸۴/۱۲/۱۶ |       |
| ۳۰   | تپه چهک                                       |       | قرون میانه اسلامی            | شهرستان گچساران، بخش مرکزی، دهستان لیشتر، روستای چهک                                                                          | ۱۴۸۱۹     | ۱۳۸۴/۱۲/۱۶ |       |
| ۳۱   | محوطه فتح                                     |       | قرون میانه اسلامی تا صفویه   | شهرستان گچساران، بخش باشت، دهستان کوه مره خامی، روستای فتح                                                                    | ۱۴۸۲۰     | ۱۳۸۴/۱۲/۱۶ |       |
| ۳۲   | خانه ملک ناس                                  |       | قاجار                        | شهرستان گچساران، بخش مرکزی، دهستان لیشتر، ۱/۵ کیلومتری روستای انجیر سیاه                                                      | ۱۴۸۲۱     | ۱۳۸۴/۱۲/۱۶ |       |
| ۳۳   | برج انجیر سیاه                                |       | قاجار                        | شهرستان گچساران، بخش مرکزی، دهستان لیشتر، ۱/۵ کیلومتری روستای انجیر سیاه                                                      | ۱۴۸۲۲     | ۱۳۸۴/۱۲/۱۶ |       |
| ۳۴   | قلعه کل دوغ فروش                              |       | اسلامی                       | شهرستان گچساران، بخش مرکزی، دهستان لیشتر، ۷ کیلومتری جنوب غرب روستای هفت چشمه                                                 | ۱۴۸۲۳     | ۱۳۸۴/۱۲/۱۶ |       |
| ۳۵   | تنلازنزن                                      |       | قرون میانه اسلامی تا صفوی    | شهرستان گچساران، بخش مرکزی، دهستان بویراحمد گرمسیری، روستای آرو                                                               | ۱۴۸۲۴     | ۱۳۸۴/۱۲/۱۶ |       |
| ۳۶   | محوطه ده بزرگ                                 |       | قرون میانه اسلامی            | شهرستان گچساران، بخش باشت، دهستان بابونی، روستای ده بزرگ                                                                      | ۱۴۸۲۵     | ۱۳۸۴/۱۲/۱۶ |       |
| ۳۷   | آسیاب پاچنار                                  |       | اسلامی                       | شهرستان گچساران، بخش باشت، دهستان کوه مره خامی، ۱/۷ کیلومتری روستای شاه بهرام                                                 | ۱۴۸۲۶     | ۱۳۸۴/۱۲/۱۶ |       |
| ۳۸   | محوطه آبدهگاه                                 |       | قرون میانه اسلامی            | شهرستان گچساران، بخش باشت، دهستان کوه مره خامی، ۲۰۰م جنوب روستای آبدهگاه                                                      | ۱۴۸۲۷     | ۱۳۸۴/۱۲/۱۶ |       |
| ۳۹   | محوطه آب توت                                  |       | قرون میانه اسلامی            | شهرستان گچساران، بخش مرکزی، دهستان لیشتر، روستای آب توت                                                                       | ۱۴۸۲۸     | ۱۳۸۴/۱۲/۱۶ |       |
| ۴۰   | محوطه کوشک مرغون                              |       | قرون میانه اسلامی            | شهرستان گچساران، بخش باشت، دهستان بابونی، روستای مله تم                                                                       | ۱۴۸۲۹     | ۱۳۸۴/۱۲/۱۶ |       |
| ۴۱   | محوطه تو اسپید                                |       | قرون میانه اسلامی            | شهرستان گچساران، بخش مرکزی، دهستان لیشتر، ۵ کیلومتری شرق روستای آب توت                                                        | ۱۶۳۵۲     | ۱۳۸۵/۰۸/۲۴ |       |
| ۴۲   | تپه فرودگاه                                   |       | قرون میانه اسلامی            | شهرستان گچساران، بخش مرکزی، شهر دوگنبدان، ضلع شرقی فرودگاه گچساران                                                            | ۱۶۳۶۷     | ۱۳۸۵/۰۸/۲۴ |       |
| ۴۳   | محوطه انجیرسیاه                               |       | قرون میانه اسلامی تا قاجاریه | شهرستان گچساران، بخش مرکزی، دهستان لیشتر، ۱/۵ کیلومتری روستای انجیر سیاه                                                      | ۱۶۳۶۸     | ۱۳۸۵/۰۸/۲۴ |       |
| ۴۴   | محوطه پشه کان                                 |       | اسلامی                       | شهرستان گچساران، بخش مرکزی، دهستان امامزاده جعفر، روستای پشه کان                                                              | ۱۶۵۵۲     | ۱۳۸۵/۰۸/۲۷ |       |
| ۴۵   | تل کوشک                                       |       | اسلامی                       | شهرستان گچساران، بخش باشت، دهستان کوه مره خامی، روستای چم خون                                                                 | ۱۶۵۵۳     | ۱۳۸۵/۰۸/۲۷ |       |
| ۴۶   | قلعه آب توت                                   |       | قاجاریه                      | شهرستان گچساران، بخش مرکزی، دهستان لیشتر، روستای اب توت                                                                       | ۱۶۵۵۵     | ۱۳۸۵/۰۸/۲۷ |       |
| ۴۷   | قلعه ضرغام خان                                |       | قاجاریه                      | شهرستان گچساران، بخش مرکزی، دهستان بویر احمد گرمسیری، روستای آرو                                                              | ۱۶۵۵۶     | ۱۳۸۵/۰۸/۲۷ |       |
| ۴۸   | کوشک فرودگاه                                  |       | قرون میانه اسلامی            | شهرستان گچساران، بخش مرکزی، شهر دو گنبدان، روبروی فرودگاه                                                                     | ۱۶۵۵۸     | ۱۳۸۵/۰۸/۲۷ |       |
| ۴۹   | محوطه پلیس راه                                |       | قرون میانه اسلامی تا صفویه   | شهرستان گچساران، بخش مرکزی، شهر دو گنبدان، روبروی پلیس راه گچساران                                                            | ۱۶۵۵۹     | ۱۳۸۵/۰۸/۲۷ |       |
| ۵۰   | آسیاب چم ده زیر                               |       | صفویه                        | شهرستان گچساران، بخش باشت، دهستان کوه مره خامی، یک کیلومتری شمال روستای شاه بهرام                                             | ۱۶۵۶۰     | ۱۳۸۵/۰۸/۲۷ |       |
| ۵۱   | محوطه امامزاده جعفر                           |       | قرون میانه اسلامی            | شهرستان گچساران، بخش مرکزی، دهستان امامزاده جعفر، روستای امامزاده جعفر                                                        | ۱۷۵۳۴     | ۱۳۸۵/۱۲/۰۶ |       |
| ۵۲   | آب‌انبار خان عوض                               |       | صفویه                        | شهرستان گچساران، بخش مرکزی، دهستان لیشتر، روستای سعادت آباد                                                                   | ۱۷۵۳۵     | ۱۳۸۵/۱۲/۰۶ |       |
| ۵۳   | آسیاب هشت پیمان                               |       | قرون میانه اسلامی            | شهرستان گچساران، بخش مرکزی، دهستان امامزاده جعفر، روستای هشت پیمان                                                            | ۱۷۵۳۶     | ۱۳۸۵/۱۲/۰۶ |       |
| ۵۴   | آسیاب کمبل                                    |       | قرون میانه اسلامی            | شهرستان گچساران، بخش مرکزی، دهستان امامزاده جعفر، روستای کمبل                                                                 | ۱۷۵۳۷     | ۱۳۸۵/۱۲/۰۶ |       |
| ۵۵   | آسیاب خربل                                    |       | قرون میانه اسلامی            | شهرستان گچساران، بخش مرکزی، دهستان امامزاده جعفر، روستای خربل                                                                 | ۱۷۵۳۸     | ۱۳۸۵/۱۲/۰۶ |       |
| ۵۶   | غار خربل                                      |       | پیش از تاریخ ـ اسلامی        | شهرستان گچساران، بخش مرکزی، دهستان امامزادجعفر، روستای خربل                                                                   | ۱۷۵۳۹     | ۱۳۸۵/۱۲/۰۶ |       |
| ۵۷   | گنبد قبرستان                                  |       | قرون میانه اسلامی            | شهرستان گچساران، بخش مرکزی، دهستان امامزاده جعفر، روستای آب شیرین، دو کیلومتری قدمگاه امام علی (ع)                            | ۱۷۵۴۰     | ۱۳۸۵/۱۲/۰۶ |       |
| ۵۸   | آسیاب ده بزرگ                                 |       | قرون میانه اسلامی            | شهرستان گچساران، بخش باشت، دهستان بابونی، روستای ده بزرگ                                                                      | ۱۷۵۴۱     | ۱۳۸۵/۱۲/۰۶ |       |
| ۵۹   | کاروان‌سرای خان عوض B                          |       | صفویه                        | شهرستان گچساران، بخش مرکزی، دهستان لیشتر، روستای سعادت آباد                                                                   | ۱۷۵۴۲     | ۱۳۸۵/۱۲/۰۶ |       |
| ۶۰   | کاروان‌سرای خان عوض A                          |       | صفویه                        | شهرستان گچساران، بخش مرکزی، دهستان لیشتر، روستای سعادت آباد                                                                   | ۱۷۵۴۳     | ۱۳۸۵/۱۲/۰۶ |       |
| ۶۱   | محوطه خنگ بنار                                |       | قرون میانه اسلامی تا صفوی    | شهرستان گچساران، بخش مرکزی، دهستان امامزاده جعفر، ۱۰۰ م شمال روستای بی بی جون                                                 | ۱۷۵۴۴     | ۱۳۸۵/۱۲/۰۶ |       |
| ۶۲   | آسیاب اول دیل                                 |       | قرون میانه اسلامی            | شهرستان گچساران، بخش مرکزی، دهستان بویر احمد گرمسیری، روستای دیل                                                              | ۱۷۵۵۱     | ۱۳۸۵/۱۲/۰۶ |       |
| ۶۳   | محوطه کارخانه گچ                              |       | قرون میانه اسلامی            | شهرستان گچساران، بخش مرکزی، دهستان لیشتر، روستای سادات آباد، یک کیلومتری جنوب شرقی کارخانه ساران گچ                           | ۱۷۹۰۵     | ۱۳۸۵/۱۲/۱۵ |       |
| ۶۴   | محوطه چشمه دره                                |       | قرون میانه اسلامی            | شهرستان گچساران، بخش باشت، دهستان کوه مره خامی، دو کیلومتری شمال روستای چشمه دره                                              | ۱۷۹۰۶     | ۱۳۸۵/۱۲/۱۵ |       |
| ۶۵   | خانه آب توت                                   |       | قاجاریه                      | شهرستان گچساران، بخش مرکزی، دهستان لیشتر، روستای آب توت                                                                       | ۱۸۶۷۸     | ۱۳۸۵/۱۲/۲۸ |       |
| ۶۶   | آسیاب دوم دیل                                 |       | قرون متأخر اسلامی            | شهرستان گچساران، بخش مرکزی، دهستان بویر احمد گرمسیری، روستای دیل                                                              | ۱۹۱۳۵     | ۱۳۸۶/۰۳/۰۳ |       |
| ۶۷   | بند انبارگاه                                  |       | ساسانی                       | شهرستان گچساران، بخش مرکزی، دهستان لیشتر، ۳ کیلومتری جنوب روستای انبارگاه                                                     | ۱۹۷۴۴     | ۱۳۸۶/۰۸/۱۳ |       |
| ۶۸   | پل بند خره خهکی                               |       | قرون متاخر اسلامی            | شهرستان گچساران، بخش مرکزی، دهستان لیشتر، ۳ کیلومتری شمال شرق روستای انبارگاه                                                 | ۱۹۷۴۵     | ۱۳۸۶/۰۸/۱۳ |       |
| ۶۹   | کوشک گودنگون                                  |       | ساسانی                       | شهرستان گچساران، بخش مرکزی، دهستان امامزاده جعفر، ۸ کیلومتری شرق گچساران به طرف سراب ننیز                                     | ۱۹۷۴۶     | ۱۳۸۶/۰۸/۱۳ |       |
| ۷۰   | محوطه گلگه‌هاشق                                |       | تاریخی ـ قرون متأخر اسلامی   | شهرستان گچساران، بخش مرکزی، دهستان لیشتر، نرسیده به روستای پادوک (یک کیلومتری روستای پادوک)                                   | ۱۹۷۴۷     | ۱۳۸۶/۰۸/۱۳ |       |
| ۷۱   | محوطه اشکفت انبارگاه                          |       | تاریخی ـ قرون میانه اسلامی   | شهرستان گچساران، بخش مرکزی، دهستان لیشتر، ۲/۵ کیلومتری شمال روستای انبارگاه در امتداد جاده خاکی                               | ۱۹۷۴۸     | ۱۳۸۶/۰۸/۱۳ |       |
| ۷۲   | گورستان امامزاده علی حاجی                     |       | تاریخی ـ قرون اولیه اسلامی   | شهرستان گچساران، بخش مرکزی، دهستان لیتشر، غرب سه راهی گچساران، دهدشت، بهبهان                                                  | ۱۹۷۴۹     | ۱۳۸۶/۰۸/۱۳ |       |
| ۷۳   | پل ساسانی خیرآباد                             |       | ساسانی                       | شهرستان گچساران، بخش مرکزی، دهستان لیشتر، روستای ده ناصر، ۱۳۰ م چارتاقی خیرآباد                                               | ۱۹۷۵۰     | ۱۳۸۶/۰۸/۱۳ |       |
| ۷۴   | غار شیری                                      |       | قرون متاخر اسلامی            | شهرستان گچساران، بخش مرکزی، دهستان لیشتر، روستای غار شیری، یک کیلومتری شرق روستا                                              | ۱۹۷۵۱     | ۱۳۸۶/۰۸/۱۳ |       |
| ۷۵   | غار سه وله                                    |       | تاریخی                       | شهرستان گچساران، بخش مرکزی، دهستان لیشتر، روستای خیرآباد، ۵۰۰ م پل خیرآّباد                                                    | ۱۹۷۵۲     | ۱۳۸۶/۰۸/۱۳ |       |
| ۷۶   | محوطه گلگه پشت ره                             |       | تاریخی ـ قرون میانه اسلامی   | شهرستان گچساران، بخش مرکزی، دهستان لیشتر، ۵۰۰ م جنوب شرقی روستای ده وه                                                        | ۱۹۷۵۳     | ۱۳۸۶/۰۸/۱۳ |       |
| ۷۷   | استودان خربل                                  |       | تاریخی ـ ساسانی              | شهرستان گچساران، بخش مرکزی، دهستان امامزاده جعفر، روستای خریل، دو کیلومتری جنوب شرق روستا                                     | ۱۹۷۵۴     | ۱۳۸۶/۰۸/۱۳ |       |
| ۷۸   | محوطه کل برم                                  |       | تاریخی                       | شهرستان گچساران، بخش مرکزی، دهستان لیشتر، دو کیلومتری شمال شرقی روستای پادوک                                                  | ۱۹۷۵۵     | ۱۳۸۶/۰۸/۱۳ |       |
| ۷۹   | کوشک نره بابا                                 |       | تاریخی ـ قرون متأخر اسلامی   | شهرستان گچساران، بخش مرکزی، دهستان لیشتر، ۱۵۰۰ م روستای ده خلیفه به پادوک                                                     | ۱۹۷۵۶     | ۱۳۸۶/۰۸/۱۳ |       |
| ۸۰   | قلعه شامبرکان                                 |       | قاجاری ـ پهلوی اول           | شهرستان گچساران، بخش مرکزی، دهستان بویراحمد گرمسیری، روستای شامبرکان، شمال روستا                                              | ۱۹۷۵۷     | ۱۳۸۶/۰۸/۱۳ |       |
| ۸۱   | گورستان سنبلی                                 |       | قرون میانه اسلامی            | شهرسان گچساران، بخش مرکزی، دهستان امامزاده جعفر، روستای آب شیرین، ۵ کیلومتری جاده سه قلاتون                                   | ۱۹۹۴۹     | ۱۳۸۶/۰۸/۲۲ |       |
| ۸۲   | قلعه بانو گشسب                                |       | اسلامی                       | شهرستان گچساران، بخش باشت، دهسان بابونی، روستای منصورآباد                                                                     | ۱۹۹۵۰     | ۱۳۸۶/۰۸/۲۲ |       |
| ۸۳   | قلعه شاه بهمن                                 |       | قرون میانه اسلامی            | شهرستان گچساران، بخش مرکزی، دهستان بویراحمد گرمسیری، روستای دیل                                                               | ۱۹۹۵۱     | ۱۳۸۶/۰۸/۲۲ |       |
| ۸۵   | محوطه خربل                                    |       | تاریخی                       | شهرستان گچساران، بخش مرکزی، دهستان امامزاده جعفر، ۱/۵ کیلومتری جنوب شرق روستای خربل                                           | ۲۲۲۴۲     | ۱۳۸۶/۱۲/۲۶ |       |
| ۸۶   | برج دوک ۲                                     |       | قرون متاخر اسلامی            | شهرستان گچساران، بخش مرکزی، ارتفاعات جنوبی سد کوثر                                                                            | ۲۲۹۷۵     | ۱۳۸۷/۰۳/۰۷ |       |
| ۸۷   | چل قله                                        |       | قرون میانه اسلامی            | شهرستان گچساران، بخش باشت، دهستان کوه مره خامی، روستای شاه بهرام                                                              | ۲۲۹۸۲     | ۱۳۸۷/۰۳/۰۷ |       |
| ۸۸   | آسیاب هشت پیمان ۲                             |       | قرون متاخر اسلامی            | شهرستان گچساران، بخش مرکزی، دهستان امامزده جعفر، یک کیلومتری روستای هشت پیمان، حد فاصل دو گنبدان و روستای کمبل                | ۲۲۹۸۴     | ۱۳۸۷/۰۳/۰۷ |       |
| ۸۹   | قلعه جاکی                                     |       | قرون متاخر اسلامی            | شهرستان گچساران، بخش مرکزی، دهستان لیشتر، ۱۷۰۰ م جنوب غربی روستای انجیرسیاه                                                   | ۲۲۹۸۶     | ۱۳۸۷/۰۳/۰۷ |       |
| ۹۰   | تپه بیدزرد                                    |       | قرون میانه اسلامی            | شهرستان گچساران، بخش مرکزی، دهستان امامزاده جعفر، روستای بیدزرد                                                               | ۲۲۹۸۷     | ۱۳۸۷/۰۳/۰۷ |       |
| ۹۱   | تپه تل زری                                    |       | قرون متاخر اسلامی            | شهرستان گچساران، بخش مرکزی، دهستان لیشتر، ابتدای روستای ده ناصر                                                               | ۲۲۹۸۹     | ۱۳۸۷/۰۳/۰۷ |       |
| ۹۲   | تل کلی                                        |       | تاریخی                       | شهرستان گچساران، بخش مرکزی، دهستان لیشتر، روستای ده وه                                                                        | ۲۲۹۹۰     | ۱۳۸۷/۰۳/۰۷ |       |
| ۹۳   | محوطه امامزاده علی حاجی                       |       | قرون متاخر اسلامی            | شهرستان گچساران، سه راهی دهدشت بهبهان گچساران، جنب امامزاده علی حاجی، یک کیلومتری روستای ده وه                                | ۲۳۲۲۰     | ۱۳۸۷/۰۶/۱۸ |       |
| ۹۴   | محوطه جره                                     |       | ساسانی ـ قرون میانه اسلامی   | شهرستان گچساران، بخش باشت، ۳ کیلومتری شرق روستای شاه بهرام                                                                    | ۲۳۲۲۳     | ۱۳۸۷/۰۶/۱۸ |       |
| ۹۵   | مجموعه (تپه و محوطه) بقایای معماری تنگ گرگ دا |       | قرون میانه اسلامی            | شهرستان گچساران، بخش مرکزی، دهستان امامزاده جعفر، ۳ کیلومتری روستای تلخاب شیرین، دو کیلومتری بالاتر از کارخانه سنگ‌شکن روانگرد | ۲۳۲۲۴     | ۱۳۸۷/۰۶/۱۸ |       |
| ۹۶   | گورستان چم ده زیر                             |       | قرون متاخر اسلامی            | شهرستان گچساران، بخش باشت، دهستان کوه مره خامی، یک کیلومتری شمال شرقی روستای شاه بهرام                                        | ۲۳۲۲۵     | ۱۳۸۷/۰۶/۱۸ |       |
| ۹۷   | تپه گرگ دا                                    |       | قرون متاخر اسلامی            | شهرستان گچساران، دهستان امامزاده جعفر، ۳ کیلومتری روستای تلخ آب شیرین، دو کیلومتری بالاتر از کارخانه سنگ‌شکن روانگرد           | ۲۳۲۲۹     | ۱۳۸۷/۰۶/۱۸ |       |
| ۹۸   | برج دیدبانی دوک ۱                             |       | قرون متاخر اسلامی            | شهرستان گچساران، بخش مرکزی، دهستان لیشتر، ارتفاعات جنوبی سد کوثر، ۵ کیلومتری روستای پادوک                                     | ۲۳۲۳۰     | ۱۳۸۷/۰۶/۱۸ |       |
| ۹۹   | محوطه چم ده زیر                               |       | قرون متاخر اسلامی            | شهرستان گچساران، بخش باشت، یک کیلومتری شرق شاه بهرام                                                                          | ۲۳۲۳۱     | ۱۳۸۷/۰۶/۱۸ |       |
| ۱۰۰  | قلعه انبار گاه                                |       | قرون متاخر اسلامی            | شهرستان گچساران، بخش مرکزی، دو کیلومتری شمال شرقی روستای انبارگاه                                                             | ۲۳۲۳۲     | ۱۳۸۷/۰۶/۱۸ |       |
| ۱۰۱  | برج دیده‌بانی دوک ۲                            |       | قرون متاخر اسلامی            | شهرستان گچساران، بخش مرکزی، ارتفاعات جنوبی سد کوثر، ۵ک م روستای پادوک                                                         | ۲۳۲۳۳     | ۱۳۸۷/۰۶/۱۸ |       |
| ۱۰۲  | آرامگاه قلعه سه قلاتون                        |       | قرون میانه اسلامی            | شهرستان گچساران، بخش مرکزی، ۳ کیلومتری جنوب اب شیرین                                                                          | ۲۳۲۳۵     | ۱۳۸۷/۰۶/۱۸ |       |
| ۱۰۳  | تپه جاکی                                      |       | قرون متاخر اسلامی            | شهرستان گچساران، بخش مرکزی، ۱۷۰۰ م جنوب غربی روستای انجیر سیاه                                                                | ۲۳۳۴۸     | ۱۳۸۷/۰۶/۱۸ |       |
| ۱۰۴  | آسیاب جاکی ۲                                  |       | قرون متاخر اسلامی            | شهرستان گچساران، بخش مرکزی، دهستان لیشتر، ۱۵۰۰ م جنوب غربی روستای انجیرسیاه                                                   | ۲۳۳۴۹     | ۱۳۸۷/۰۶/۱۸ |       |
| ۱۰۵  | تپه نارک                                      |       | قرون اولیه و میانه اسلامی    | شهرستان گچساران، بخش مرکزی، دهستان امامزاده جعفر، ۵۰م شمال روستای نارک                                                        | ۲۳۳۵۰     | ۱۳۸۷/۰۶/۱۸ |       |
| ۱۰۶  | غار گاکال                                     |       | اسلامی                       | شهرستان گچساران، بخش باشت، ۳ کیلومتری شمال شرقی ملاسرتیب                                                                      | ۲۳۳۵۳     | ۱۳۸۷/۰۶/۱۸ |       |
| ۱۰۷  | آسیاب روستای جلیل                             |       | قرون متاخر اسلامی            | شهرستان گچساران، دهستان لیشتر، روستای چلیل                                                                                    | ۲۳۳۵۵     | ۱۳۸۷/۰۶/۱۸ |       |
| ۱۰۹  | خانه کا ناصر                                  |       | قرون متاخر اسلامی            | شهرستان گچساران، بخش مرکزی، دهستان لیشتر، دو کیلومتری جنوب غربی روستای انجیر سیاه                                             | ۲۴۴۸۵     | ۱۳۸۷/۱۰/۱۶ |       |